# Mistrovství světa v biatlonu 2024 – stíhací závod žen
Stíhací závod žen na Mistrovství světa v biatlonu 2023 se konal v neděli 11. února v Novém Městě na Moravě na biatlonovém stadionu Vysočina Arena jako druhý individuální ženský závod šampionátu. Start proběhl v 14:30 hodin středoevropského času.
Do závodu se kvalifikovalo 60 nejlepších závodnic z předcházejícího sprintu, startovalo jich však jen 59, když do závodu nenastoupila Norka Karoline Offigstad Knottenová.
Úřadující olympijskou vítězkou z této disciplíny byla Norka Marte Olsbuová Røiselandová, která v březnu předcházejícího roku ukončila kariéru.
Obhájkyní prvenství a zároveň vítězkou předchozího sprintu byla Francouzka Julia Simonová, která opět zvítězila. Jednalo se o její pátou zlatou medaili v kariéře, ale už třetí ze tří závodů na probíhajícím mistrovství. Stala se tak první biatlonistkou od Laury Dahlmeierové v letech 2016 a 2017, která dokázala obhájit titul mistryně světa ve stíhacím závodě. Od roku 1997, kdy byl stíhací závod zařazen na program mistrovství světa, se stala šestou biatlonistkou, která ovládla na stejném mistrovství sprint i stíhací závod – před ní to dokázaly Norka Liv Grete Skjelbreidová (2004), Němky Uschi Dislová (2005) a Magdalena Neunerová (2007), Francouzka Marie Dorinová Habertová (2015) a Norka Tiril Eckhoffová (2021).
Stříbro získala Italka Lisa Vittozziová, bronzovou příčku obsadila druhá nejlepší závodnice sprintu, Justine Braisazová-Bouchetová. Pro Italku to byl první cenný kov během novoměstského mistrovství, Braisazová-Bouchetová po zlatu ze smíšené štafety a stříbru ze sprintu jako první závodnice na probíhajícím mistrovství zkompletovala sadu všech medailí.

## Průběh závodu
Stíhací závod žen se jel za deště. Pořadatelé museli před závodem částečně změnit trať, protože v oblasti zvané Plačkovec byla po tání příliš znečištěná. Na čele se zpočátku držely dvě nejlepší z předchozího sprintu: Julia Simonová rychleji střílela, ale Justine Braisazová-Bouchetová rychleji běžela, takže ji před druhou střelbou opět dojela. Při ní udělaly obě po jedné střelecké chybě, a tak se situace v čele nezměnila. Čtvrtá Italka Lisa Vittozziová se přiblížila třetí Justině Braisazové-Bouchetové, která zde také chybovala. O vítězce se rozhodlo během třetí střelby: při ní Simonová sestřelila všechny terče, ale Braisazová-Bouchetová jen dva z pěti, a tak Simonová získala náskok, který do cíle už jen zvyšovala. Před Braisazovou-Bouchetovou se dostala Vittozziová a po čtvrté střelbě i Sophie Chauveauová. Rychle jedoucí Braisazová-Bouchetová (po Lampicové dosáhla druhého nejlepšího běžeckého času) ji však v polovině posledního kola předjela a vybojovala tak třetí místo za Vittozziovou.

Markéta Davidová zvládla první střelbu bezchybně a posunula se dopředu, ale při dalších dvou položkách udělala vždy po jedné chybě a udržovala se kolem 12. místa. Po čtvrté střelbě se posunula na deváté místo a to si udržela až do cíle. „Mám toho zase plné kecky. Byl to zase těžký závod, ale lidi mě tady neskutečně hnali. Je to masakr,“ ocenila pak diváky. Tereza Voborníková nezasáhla sice při první střelbě jeden terč, ale pak střílela čistě a z 37. místa se posouvala dopředu. Do cíle dojela třináctá, čímž zaznamenala největší posun oproti sprintu ze všech závodnic: zlepšila se o 19 pozic. „Jsem strašně šťastná, že se to dnes podařilo i na střelnici. A hlavně jsem měla tak skvělé lyže, že to dnes na trati šlo samo,“ pochválila tentokrát servisní tým. Jessice Jislové se nedařilo běžecky a se třemi nezasaženými terči klesla na 42. místo. Ještě hůře skončila Lucie Charvátová, která při prvních dvou střelbách udělala vždy po dvou chybách. Jela sice rychle, ale při třetí střelbě nezasáhla ani jeden terč a ze závodu musela odstoupit, protože ji vedoucí Simonová předjela o kolo.

## Výsledky
| Pořadí | č. | závodnice                         | stát                   | počáteční ztráta | střelba (L+L+S+S) | čas     | ztráta  |
| --- | -- | --------------------------------- | ---------------------- | ---------------- | ----------------- | ------- | ------- |
| Zlatá medaile | 1  | Julia Simonová (yr)               | Francie                | 0:00             | 1 (0+1+0+0)       | 29:54,8 |         |
| Stříbrná medaile | 7  | Lisa Vittozziová                  | Itálie                 | 1:06             | 1 (0+0+0+1)       | 30:41,1 | +46,3   |
| Bronzová medaile | 2  | Justine Braisazová-Bouchetová     | Francie                | 0:05             | 4 (0+1+2+1)       | 30:44,1 | +49,3   |
| 4. | 4  | Sophie Chauveauová                | Francie                | 0:44             | 3 (0+1+1+1)       | 30:52,4 | +57,6   |
| 5. | 8  | Hanna Öbergová                    | Švédsko                | 1:07             | 2 (0+0+2+0)       | 31:11,4 | +1:16,6 |
| 6. | 6  | Franziska Preussová               | Německo                | 1:05             | 1 (0+0+1+0)       | 31:19,5 | +1:24,7 |
| 7. | 3  | Lou Jeanmonnotová                 | Francie                | 0:41             | 2 (1+0+1+0)       | 31:37,8 | +1:43,0 |
| 8. | 9  | Elvira Öbergová (b)               | Švédsko                | 1:09             | 2 (1+0+0+1)       | 32:00,1 | +2:05,3 |
| 9. | 17 | Markéta Davidová                  | Česko                  | 1:42             | 2 (0+1+1+0)       | 32:15,8 | +2:21,0 |
| 10. | 24 | Tuuli Tomingasová                 | Estonsko               | 1:56             | 2 (0+2+0+0)       | 32:25,1 | +2:30,3 |
| 11. | 5  | Baiba Bendiková                   | Lotyšsko               | 0:47             | 6 (3+2+0+1)       | 32:33,6 | +2:38,8 |
| 12. | 11 | Anna Gandlerová                   | Rakousko               | 1:19             | 2 (0+0+0+2)       | 32:37,6 | +2:42,8 |
| 13. | 32 | Tereza Voborníková                | Česko                  | 2:10             | 1 (1+0+0+0)       | 32:42,0 | +2:47,2 |
| 14. | 16 | Natalia Sidorowiczová             | Polsko                 | 1:40             | 2 (0+0+0+1)       | 32:45,8 | +2:51,0 |
| 15. | 18 | Vanessa Voigtová                  | Německo                | 1:43             | 1 (0+1+0+0)       | 32:47,0 | +2:52,2 |
| 16. | 13 | Tamara Steinerová                 | Rakousko               | 1:36             | 0 (0+0+0+0)       | 32:51,6 | +2:56,8 |
| 17. | 23 | Joanna Jakiełová                  | Polsko                 | 1:51             | 1 (0+0+1+0)       | 32:56,5 | +3:01,7 |
| 18. | 15 | Jeanne Richardová                 | Francie                | 1:37             | 4 (0+1+1+2)       | 33:00,4 | +3:05,7 |
| 19. | 20 | Anna Magnussonová                 | Švédsko                | 1:45             | 3 (2+0+1+0)       | 33:05,8 | +3:11,0 |
| 20. | 27 | Lotte Lieová                      | Belgie                 | 1:59             | 1 (0+0+0+1)       | 33:10,7 | +3:15,9 |
| 21. | 10 | Dorothea Wiererová                | Itálie                 | 1:19             | 4 (0+2+1+1)       | 33:19,6 | +3:24,8 |
| 22. | 34 | Lisa Theresa Hauserová            | Rakousko               | 2:15             | 1 (1+0+0+0)       | 33:21,8 | +3:27,0 |
| 23. | 37 | Samuela Comolová                  | Itálie                 | 2:20             | 1 (0+0+1+0)       | 33:24,4 | +3:29,6 |
| 24. | 26 | Regina Ermitsová                  | Estonsko               | 1:57             | 3 (1+2+0+0)       | 33:26,4 | +3:31,6 |
| 25. | 35 | Janina Hettichová-Walzová         | Německo                | 2:15             | 3 (0+1+0+2)       | 33:39,7 | +3:44,9 |
| 26. | 12 | Chrystyna Dmytrenková             | Ukrajina               | 1:26             | 4 (2+0+1+1)       | 33:41,5 | +3:46,7 |
| 27. | 41 | Susan Külmová                     | Estonsko               | 2:27             | 2 (0+1+1+0)       | 33:44,8 | +3:50,0 |
| 28. | 36 | Anamarija Lampičová               | Slovinsko              | 2:19             | 7 (1+3+2+1)       | 33:46,4 | +3:51,6 |
| 29. | 47 | Suvi Minkkinenová                 | Finsko                 | 2:38             | 1 (0+0+0+1)       | 34:00,0 | +4:05,2 |
| 30. | 22 | Ida Lienová                       | Norsko                 | 1:50             | 6 (0+1+1+4)       | 34:00,7 | +4:05,9 |
| 31. | 14 | Juni Arnekleivová                 | Norsko                 | 1:36             | 5 (2+1+0+2)       | 34:06,7 | +4:11,9 |
| 32. | 51 | Anna Juppeová                     | Rakousko               | 2:48             | 3 (0+1+1+1)       | 34:20,1 | +4:25,3 |
| 33. | 45 | Michela Carrarová                 | Itálie                 | 2:32             | 5 (1+2+2+0)       | 34:24,9 | +4:30,1 |
| 34. | 25 | Ingrid Landmark Tandrevoldová (y) | Norsko                 | 1:57             | 6 (0+0+3+3)       | 34:30,9 | +4:36,1 |
| 35. | 21 | Julija Džymová                    | Ukrajina               | 1:48             | 4 (2+1+1+0)       | 34:33,8 | +4:39,0 |
| 36. | 29 | Anastasija Merkušinová            | Ukrajina               | 2:06             | 4 (1+1+0+2)       | 34:46,0 | +4:51,2 |
| 37. | 28 | Sophia Schneiderová               | Německo                | 2:04             | 5 (1+1+1+2)       | 34:53,2 | +4:58,4 |
| 38. | 50 | Elisa Gasparinová                 | Švýcarsko              | 2:42             | 2 (1+1+0+0)       | 34:59,5 | +5:04,7 |
| 39. | 38 | Mona Brorssonová                  | Švédsko                | 2:22             | 4 (1+1+2+0)       | 35:12,8 | +5:18,0 |
| 40. | 52 | Venla Lehtonenová                 | Finsko                 | 2:49             | 2 (0+0+1+1)       | 35:14,2 | +5:19,4 |
| 41. | 55 | Maya Cloetensová                  | Belgie                 | 2:53             | 2 (1+0+1+0)       | 35:19,2 | +5:24,4 |
| 42. | 48 | Jessica Jislová                   | Česko                  | 2:38             | 3 (0+2+1+0)       | 35:20,0 | +5:25,2 |
| 43. | 31 | Lena Repincová                    | Slovinsko              | 2:09             | 4 (1+1+1+1)       | 35:20,7 | +5:25,9 |
| 44. | 42 | Jekatěrina Avvakumovová           | Jižní Korea            | 2:28             | 4 (2+2+0+0)       | 35:24,3 | +5:29,5 |
| 45. | 19 | Iryna Petrenková                  | Ukrajina               | 1:44             | 4 (2+1+1+0)       | 35:25,5 | +5:30,7 |
| 46. | 39 | Deedra Irwinová                   | Spojené státy americké | 2:25             | 4 (1+0+1+2)       | 35:28,7 | +5:33,9 |
| 47. | 30 | Darja Virolajnenová               | Finsko                 | 2:09             | 4 (0+0+3+1)       | 35:32,9 | +5:38,1 |
| 48. | 44 | Polona Klemenčičová               | Slovinsko              | 2:32             | 4 (1+2+1+0)       | 35:43,5 | +5:48,7 |
| 49. | 49 | Eve Bouvardová                    | Belgie                 | 2:42             | 4 (0+1+1+2)       | 36:10,3 | +6:15,5 |
| 50. | 59 | Noora Kaisa Keranenová            | Finsko                 | 2:59             | 3 (0+1+0+2)       | 36:17,0 | +6:22,2 |
| 51. | 56 | Natalja Kočerginová               | Litva                  | 2:53             | 4 (0+1+1+2)       | 36:20,2 | +6:25,4 |
| 52. | 57 | Emily Dicksonová                  | Kanada                 | 2:56             | 3 (0+1+1+1)       | 36:30,3 | +6:35,5 |
| 53. | 43 | Galina Višněvská-Šeporenková      | Kazachstán             | 2:29             | 3 (0+0+1+2)       | 36:30,8 | +6:36,0 |
| 54. | 54 | Amy Basergová                     | Švýcarsko              | 2:53             | 7 (0+3+2+2)       | 36:39,2 | +6:44,4 |
| 55. | 46 | Anna Mąková                       | Polsko                 | 2:32             | 6 (3+1+1+1)       | 36:39,5 | +6:44,7 |
| 56. | 53 | Nadia Moserová                    | Kanada                 | 2:51             | 4 (1+2+0+1)       | 36:47,1 | +6:52,3 |
| 57. | 60 | Lidiia Zhurauskaiteová            | Litva                  | 3:02             | 6 (1+1+1+3)       | 37:54,1 | +7:59,3 |
| LAP | 40 | Lucie Charvátová                  | Česko                  | 2:27             | 9 (2+2+5+ )       | LAP     | LAP     |
| LAP | 58 | Tara Geraghty-Moatsová            | Spojené státy americké | 2:58´            | 5 (1+2+2+ )       | LAP     | LAP     |
| DNS | 33 | Karoline Offigstad Knottenová     | Norsko                 | 2:13             | DNS               | DNS     | DNS     |
| Zdroj: (y) – vedoucí závodnice hodnocení světového poháru, (gr) – obhájkyně vítězství a vedoucí závodnice disciplíny, (b) – nejlepší závodnice do 25 let |    |                                   |                        |                  |                   |         |         |